# George Andrew Reisner
George Andrew Reisner (Indianapolis, 1867. november 5. – Gíza, 1942. június 6.) amerikai régész és egyiptológus. Nagyszülei a németországi Wormsból vándoroltak ki.
Első feltárásait Dzsebel Barkal (Napata) környékén, a Szent Hegyen végezte, majd tevékenységét kiterjesztette egész Núbiára. Elsőként tanulmányozta Núbia korai kultúráit, így az A csoport és a C csoport temetőit, amelyek közül az előbbi az egyiptomi Nagada-kultúrával, a második a középbirodalommal egyidős. A Kerma-kultúra kapcsán feltételezte, hogy a kermai uralkodók eredetileg egyiptomi helytartók voltak, akik függetlenedtek. Ezzel párhuzamosan elkészítette a kúsi alkirályok listáját. A későbbiekben Egyiptomban is ásatott a nagyobb piramismezőkön. Gízában megtalálta I. Hotepheresz sírját, majd az előkelők gízai és memphiszi masztabáival foglalkozott.
Reisner ugyan a korai régészek generációjához tartozott, de ellentétben sok egykorú kollégával, ásatásait nagy szakszerűséggel, alapos dokumentációval végezte. Részletes vázlatokat és a lehetőségek szerint fényképeket készített mindenről. Alapossága Flinders Petrie módszereihez hasonlítható.

## Kronológia
- 1896-ig: tanulmányok. Harvard Egyetem: jogi kar, sémi nyelvek. Göttingeni Egyetem: ékírás, Friedrich Wilhelm Egyetem (Berlin): egyiptológia
- 1897–1899: A kairói Egyiptomi Múzeum egyiptológiai anyagának katalogizálása és osztályozása, a Harvardon sémi nyelvek oktatása
- 1899–1905: A Kaliforniai Egyetem Hearst expedíciójában Kift feltárása
- 1905: A Hearst orvosi papirusz szerkesztése
- 1905–1907: a gízai piramismező ásatásai
- 1905–1914: A Harvard Egyetem Egyiptológia Tanszékének adjunktusa
- 1907–1909: A szudáni leletmentő akció igazgatója (a Nasszer-tó első lépésének kialakulása előtt)
- 1910–1942: A Bostoni Művészeti Múzeum egyiptomi gyűjteményének kurátora
- 1914–1942: A Harvard Egyetem egyiptológia professzora
- 1916–1923: Meroé piramisai és a napatai templom feltárása

## Munkái
- Amulets. Impr. de l'Institut français d'archéologie orientale (1907) (reprint ISBN 978-1-57898-718-4)
- Early dynastic cemeteries of Naga-ed-Dêr. J. C. Hinrichs (1908)
- The Egyptian conception of immortality. The Riverside Press (Houghton Mifflin) (1912)
- Excavations at Kerma. Peabody Museum of Harvard University (1923) (reprint ISBN 0-527-01028-6)
- Harvard excavations at Samaria, 1908-1910. Harvard University Press (1924) (with Clarence Stanley Fisher and David Gordon Lyon)
- Mycerinus, the temples of the third pyramid at Giza,. Harvard University Press (1931)
- The development of the Egyptian tomb down to the accession of Cheops. Harvard University Press (1936)
- A history of the Giza Necropolis. Harvard University Press (1942)
- Canopics. Impr. de l'Institut français d'archéologie orientale (1967) (completed by Muhammad Haszan Abd ar-Rahman)